# Cho Min-sun
Cho Min-sun (Koreaans: 조민선–) (Yeongam-gun (Jeollanam-do), 21 maart 1972) is een voormalig Zuid-Koreaans judoka. Cho won op de Olympische Zomerspelen 1988 de bronzen medaille op het demonstratietoernooi. Cho werd in 1993 en 1995 wereldkampioen in het middengewicht. Cho won in Atlanta de gouden medaille in het middengewicht. Vier jaar later in Sydney verloor ze in de halve finale van de latere kampioen de Cubaanse Sibelis Veranes, in de strijd om het brons versloeg ze de Belgische Ulla Werbrouck.

## Resultaten
- Wereldkampioenschappen judo 1989 in Belgrado  in het halflichtgewicht
- Wereldkampioenschappen judo 1993 in Hamilton  in het middengewicht
- Wereldkampioenschappen judo 1995 in Chiba  in het middengewicht
- Olympische Zomerspelen 1996 in Atlanta  in het middengewicht
- Wereldkampioenschappen judo 1997 in Parijs  in het middengewicht
- Olympische Zomerspelen 2000 in Sydney  in het middengewicht

1992: Odalis Revé ·
1996: Cho Min-sun ·
2000: Sibelis Veranes ·
2004: Masae Ueno ·
2008: Masae Ueno ·
2012: Lucie Décosse ·
2016: Haruka Tachimoto · 
2020: Chizuru Arai · 
2024: Barbara Matić